# Lager

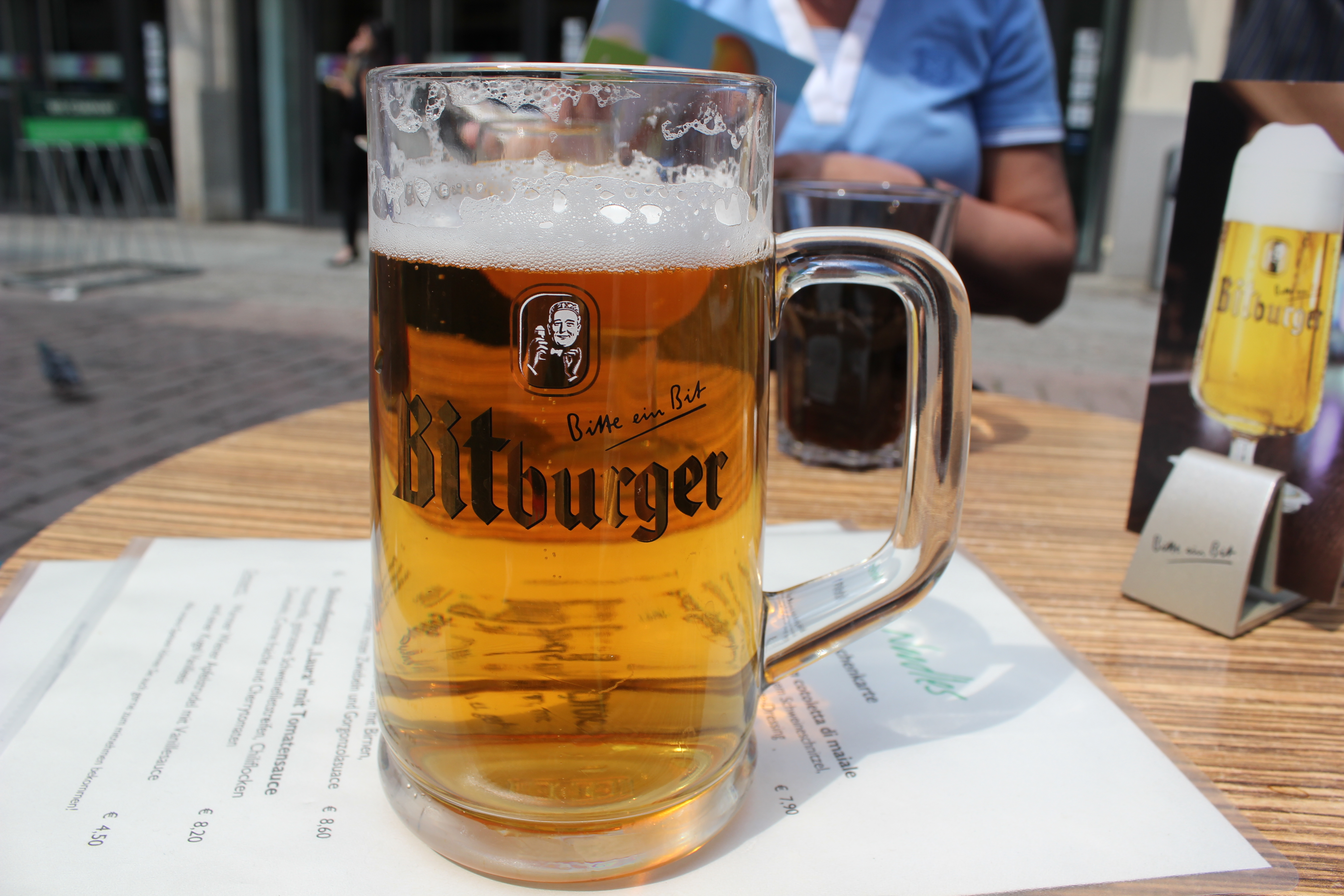
Un pahar de bere de la, o

Lager (/ˈlɑːɡər/) este un tip⁠(d) de bere care a fost preparată și condiționată la temperaturi scăzute. Berile lager pot fi palide⁠(d) („pale”), chihlimbarii („amber”) sau închise la culoare („dark”). Stilul de bere cel mai consumat și mai disponibil la vânzare este „pale lager”. Termenul „lager” provine din cuvântul german folosit pentru „depozit”, deoarece berea era depozitată, înainte de a fi băută, în mod tradițional în aceleași grote răcoroase în care era fermentată.
Pe lângă maturarea în depozite reci⁠(d), majoritatea berilor lager se disting prin utilizarea în procesul de fabricație a speciei Saccharomyces pastorianus⁠(d), o drojdie „de fermentație inferioară” care fermentează la temperaturi relativ scăzute.

## Etimologie
Până în secolul al XIX-lea, cuvântul german Lagerbier se referea la toate tipurile de bere de fermentație inferioară, condiționată la rece, cu o tărie normală. În Germania de astăzi, el se referă în principal la berile din sudul Germaniei, fie „Helles⁠(d)” (pale), fie „Dunkles⁠(d)” (dark). Pilsner, un pale lager cu mai mult hamei⁠(d), este cunoscut cel mai adesea sub numele de „Pilsner”, „Pilsener” sau „Pils”. Alte stiluri de bere lager sunt Bock, Märzen⁠(d) și Schwarzbier⁠(d). În Regatul Unit, acest termen se referă în mod obișnuit la beri pale lager derivate din stilul Pilsner.

## Istoria fabricării berii lager

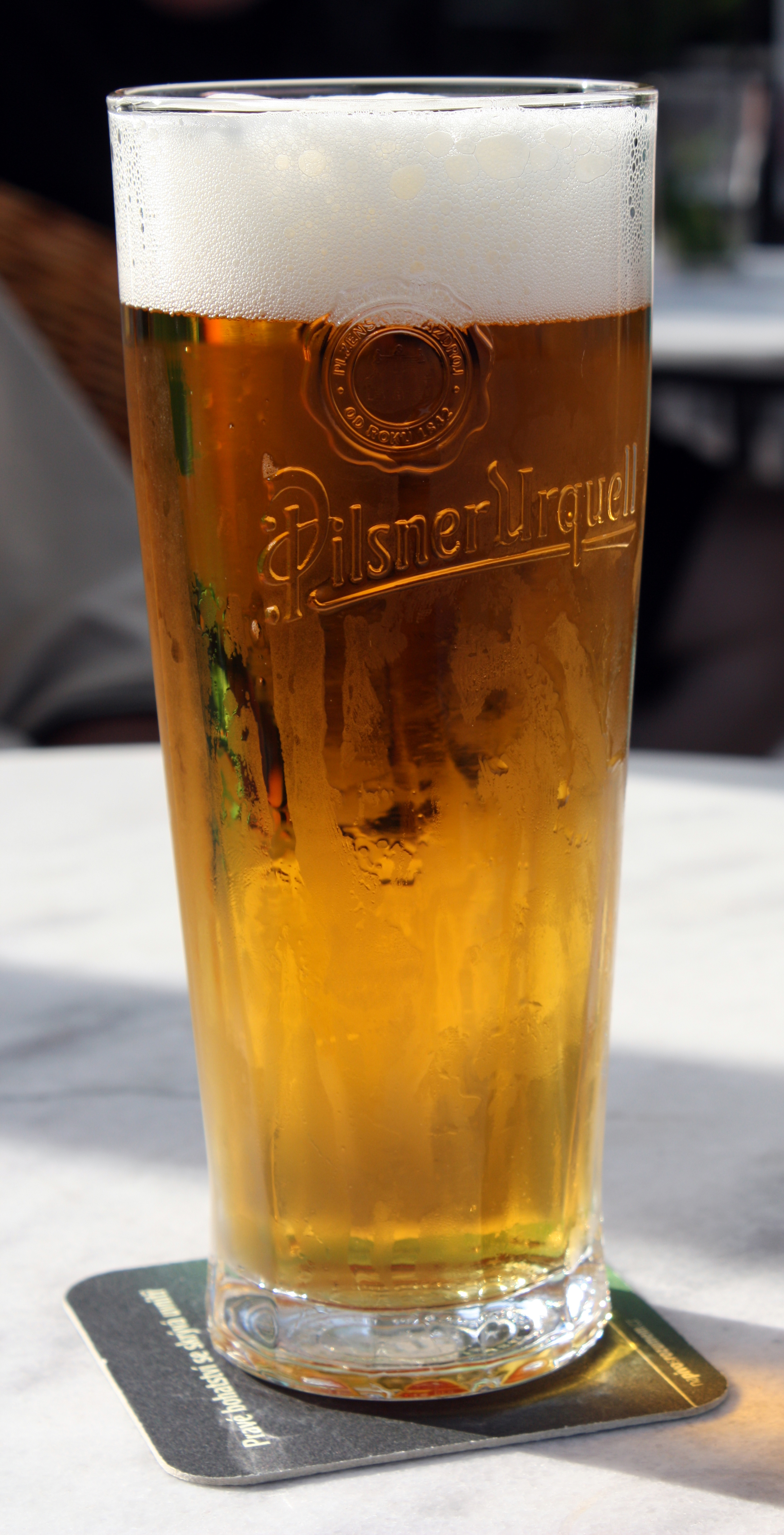

În timp ce depozitarea la rece a berii („lagering”) în grote sau în alte locuri răcoroase era o practică comună în cursul perioadei medievale, drojdia de fermentație inferioară pare să fi apărut în urma unui proces de hibridizare care a avut loc la începutul secolului al XV-lea.
În 2011, o echipă de cercetători a susținut că a descoperit că drojdia Saccharomyces eubayanus⁠(d) este responsabilă pentru crearea drojdiei hibride folosite la fabricarea berii lager.
Fabricarea berii lager a devenit principala formă de fabricare a berii în Regatul Boemiei între anii 1860 și 1870, aspect reflectat de creșterea numărului de fabrici după cum se observă în următorul tabel:
| An   | Fabrici de bere (total) | Fabrici de bere lager | Procentul fabricilor de bere lager |
| ---- | ----------------------- | --------------------- | ---------------------------------- |
| 1860 | 416                     | 135                   | 32,5%                              |
| 1865 | 540                     | 459                   | 85,0%                              |
| 1870 | 849                     | 831                   | 97,9%                              |

În secolul al XIX-lea, înainte de inventarea tehnologiei moderne de refrigerare, berarii germani săpau pivnițe pentru depozitarea berii și le umpleau cu gheață din lacurile și râurile aflate în apropiere, cu scopul de a răci berea în lunile de vară. Pentru a proteja și mai mult pivnițele de căldura verii, ei obișnuiau să planteze castani, care au bolți întinse și dense, dar rădăcini puțin adânci. Practica servirii berii în aceste locuri a evoluat și au fost dechise ulterior grădini de servire a berii⁠(d).
Creșterea producției de bere lager a avut loc în paralel cu dezvoltarea tehnologiilor de refrigerare, iar refrigerarea eficientă a făcut posibilă prepararea berii lager pe tot parcursul anului, inclusiv în timpul verii (fabricarea berii în timpul verii fusese interzisă anterior în mai multe locuri din Germania), în mai multe locuri și păstrarea ei la rece până în momentul servirii. Primele rezervoare frigorifice de mari dimensiuni au fost produse în anul 1870 de inginerul Carl von Linde pentru fabrica de bere Spaten⁠(d) a lui Gabriel Sedelmayr din München.

## Procesul de producție
Berea lager folosește un proces de fermentare la rece, urmat de maturare la rece. Cuvântul german „Lager” înseamnă magazie sau depozit. Drojdia folosită în general la fabricarea berii lager este Saccharomyces pastorianus⁠(d), care este asemănătoare cu drojdia Saccharomyces cerevisiae⁠(d) folosită pentru bere fermentată la cald.
În ciuda interdicției formulate de legea germană a purității berii (Reinheitsgebot), berile lager din unele țări pot include o anumită cantitate de adjuvanți⁠(d), de obicei orez sau porumb. Adjuvanții au început să fie folosiți în procesul de fabricare a berii din Statele Unite ale Americii ca un mijloc de subțiere a berii, echilibrând cantitățile mari de proteine introduse de orzul cu șase rânduri. Adjuvanții sunt adesea folosiți acum în fabricarea berii pentru a introduce o cantitate mare de zahăr și, prin urmare, pentru a crește concentrația alcoolică⁠(d) la un preț mai mic decât folosirea malțului din cereale. Există, totuși, cazuri în care utilizarea adjuvantului crește efectiv costul de fabricație.
Este posibil să se folosească drojdia de bere lager într-un proces de fermentare la cald, ca, de exemplu, în cazul stilului american steam beer⁠(d), în timp ce stilurile germane Altbier⁠(d) și Kölsch⁠(d) sunt preparate cu drojdia de fermentație superioară Saccharomyces cerevisiae⁠(d) la o temperatură înaltă, dar sunt finalizate cu depozitarea în locuri reci, fiind clasificate ca obergäriges lagerbier (bere lager de fermentație superioară).

## Variante
Berile lager variază în funcție de culoare de la extrem de palide, la chihlimbarii (Vienna Lager), până la brune și negre (Dunkel și Schwarzbier). Adâncimea culorii provine de la malțul de cereale specific folosit în fabricarea berii; berile lager mai palide folosesc orz neprăjit și uneori și alte cereale, cum ar fi orezul sau porumbul, pentru a crea o culoare mai deschisă și un aspect mai luminos. Berile lager mai închise la culoare folosesc cereale și malțuri prăjite pentru a crea o aromă de orz prăjit sau chiar ușor ars.

### Pale lager

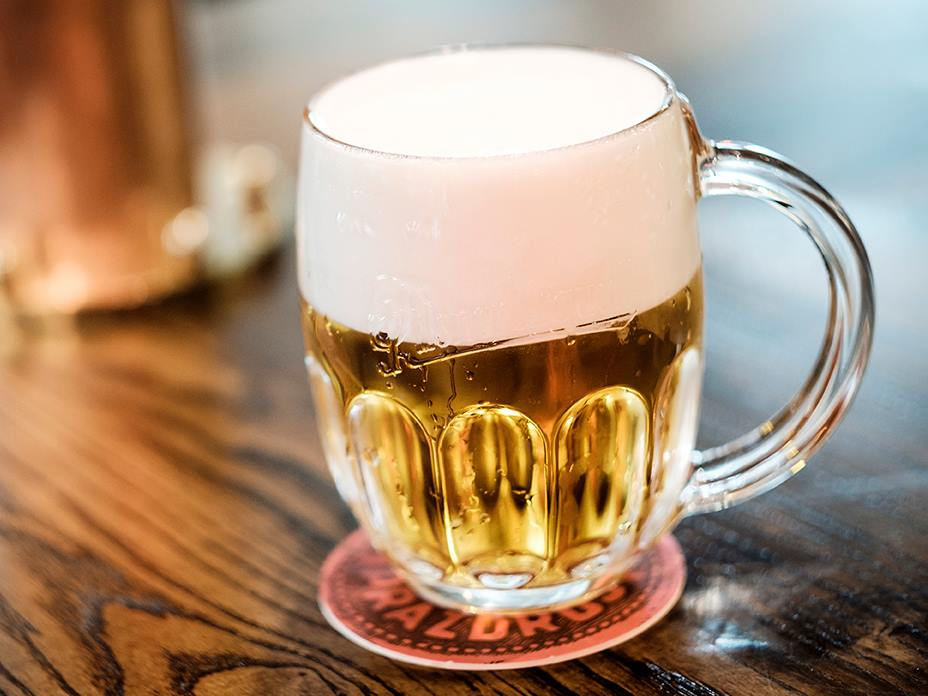
Bere pilsener

Cele mai des-întâlnite beri lager din producția mondială sunt berile pale lager⁠(d). Aroma acestei beri lager mai deschise la culoare este de obicei slabă, iar producătorii recomandă adesea ca această bere să fie servită rece.
Pale lager este o bere lager cu o culoare de la foarte palid la auriu⁠(d), cu un grad înalt de atenuare⁠(d) și o amărăciune specifică soiurilor nobile de hamei. Procesul de fabricare a acestei beri s-a dezvoltat la mijlocul secolului al XIX-lea, atunci când Gabriel Sedlmayr a aplicat tehnicile de fabricare a berii pale ale⁠(d) la metodele sale de preparare a berii lager folosite în fabrica de bere Spaten⁠(d) din Germania.
Această abordare a fost preluată ulterior de alte fabrici de bere, în special de Plzeňský Prazdroj⁠(d) din Boemia (acum parte componentă a Republicii Cehe), unde Josef Groll⁠(d) a produs prima bere Pilsner. Berea palidă și slabă a avut un succes foarte mare și s-a răspândit treptat pe tot globul, devenind în prezent stilul principal de bere consumat în societatea contemporană.
O altă varietate de lager pale este Helles⁠(d), originară din München.

### Amber lager
Berile amber lager au, în general, o culoare mai închisă decât berile pale lager, adesea arămiu profund sau chihlimbariu. Cele mai comune stiluri de amber lager sunt Märzen⁠(d), preparată în mod tradițional la München pentru Oktoberfest, Bock, o bere chihlimbarie cu un conținut mai mare de alcool originară din orașul Einbeck (aflat în centrul Germaniei) și larg răspândita Vienna lager.
Stilul Vienna lager a fost dezvoltat de Anton Dreher⁠(d) la sfârșitul anilor 1830. În timpul unei călătorii efectuate, împreună cu Gabriel Sedlmayr, în Anglia și Scoția în anul 1833, Dreher a dobândit cunoștințe despre procesul de fabricare a malțului pal. El a combinat tehnicile de fabricare a malțului pal cu fermentarea la rece, folosind drojdia pe care i-a dat-o Sedlmayr. La sfârșitul anului 1840, Anton Dreher a închiriat o pivniță pentru a realiza maturarea berii în condiții de temperaturi scăzute, proces care se numește „lagering”. Berea rezultată a avut un gust curat și o culoare chihlimbariu pal datorită utilizării cuptoarelor „englezești” cu aer cald, care nu degajau fum.:8–18
Acest stil de bere a devenit bine-cunoscut la nivel internațional, în special datorită servirii în restaurantul fabricii de bere Dreher și în berăriile de la Expoziția Internațională din 1867 de la Paris și a început să fie copiat de multe dintre fabricile de bere fondate de imigranții germani din Statele Unite ale Americii.:32–34 Prima Oktoberfest-Märzen⁠(d) de culoarea chihlimbarie, fabricată în 1872 de Franziskaner-Leistbräu, a fost, de asemenea, o bere în stil Vienna lager.:61–62
Stilul Vienna lager a supraviețuit până în zilele noastre, în mare parte datorită micilor fabrici de bere din Statele Unite ale Americii, care au produs bere artizanală în anii 1980 și 1990.:90 Datorită influenței mișcării berii artizanale americane, berea Vienna lager poate fi găsită din nou în Europa, fiind produsă inclusiv de companii austriece tradiționale precum Ottakringer și Schwechater, care au introdus din nou acest stil de bere pale amber în gama lor de produse.:93
Cele mai cunoscute sortimente de bere Vienna lager fabricate în SUA sunt Brooklyn Lager de la Brooklyn Brewery⁠(d), Boston Lager de la Samuel Adams⁠(d), Eliot Ness de la Great Lakes⁠(d), Vienna-style Lager de la Dovetail, Vienna Lager de la Devils Backbone⁠(d), Abita Amber, Traditional Lager de la Yuengling⁠(d), Ámbar de la Dos Equis⁠(d) și Firebrick de la August Schell Brewing Company⁠(d). În Norvegia, acest stil și-a păstrat o parte din popularitatea sa anterioară și este încă produs de majoritatea fabricilor de bere importante.
O bere Vienna lager are de obicei o culoare de la arămiu până la brun-roșcat⁠(d), o amărăciune redusă, o nuanță slabă de hamei, o aromă de malț și o concentrație alcoolică⁠(d) de 4,8–5,4%.

### Dark lager

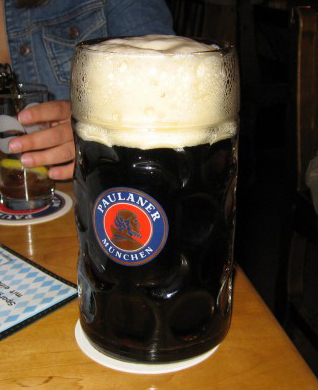
O bere

Berile lager au fost în proporție mare de culoare închisă până la sfârșitul secolului al XIX-lea, când s-a răspândit stilul pale lager, fabricat cu un malț mai puțin prăjit. Există mai multe denumiri ale stilului dark lager precum Dunkel, tmavé sau Schwarzbier, în funcție de regiune, culoare sau metoda de preparare.
Numele ceh folosit pentru berile lager brune este Tmavé (cuvântul ceh pentru „întuneric”), în timp ce berile care au o culoare mai apropiată de negru sunt denumite černé pivo, adică „bere neagră”. Berile dark lager germane sunt numite Dunkel⁠(d) (cuvântul german pentru „întuneric”) și au o concentrație alcoolică⁠(d) de 4,5–6%, fiind mai slabe decât Doppelbock, o bere bavareză închisă la culoare, dar mai tare. Dunkel a fost stilul original tipic mediului rural bavarez. Schwarzbier⁠(d), o bere mult mai închisă la culoare, aproape neagră, cu o aromă de ciocolată sau de lemn dulce, asemănătoare stilului stout, este produsă în landurile germane Saxonia și Turingia.